# 云南薯蓣
云南薯蓣（学名：Dioscorea yunnanensis）是薯蓣科薯蓣属的植物，是中国的特有植物。分布在中国大陆的云南、贵州等地，生长于海拔1,300米至1,500米的地区，多生于林缘及向阳山坡的灌木丛中，目前尚未由人工引种栽培。
其种加词 yunnanensis 意为“云南的”。